# منطقه شکارممنوع سید مرتضی
منطقهٔ شکارممنوع سید مرتضی یکی از مناطق شکارممنوع مهم در استان خراسان رضوی می‌باشد که با مساحت بالغ بر ۴۷٬۰۰۰ هکتار در شهرستان‌های کاشمر و کوهسرخ قرار دارد.